# De Arabische wereld
De Arabische Wereld, een verhelderende kijk op het complexe Midden-Oosten, is een boek geschreven door Gerald Butt. In dit boek probeert hij een beter inzicht in de Arabische wereld te verschaffen. Het boek is geschreven in 1988 en bevat in totaal 184 pagina's. Het geeft een gedetailleerd overzicht van de Arabische Wereld en beschrijft deze ook per regio.

## Samenvatting
De Arabieren zijn de erfgenamen van een rijke en veelzijdige cultuur. Toch bestaan van hen stereotypen te over: van woestijnbewoners op kamelen en oliesjeiks, tot meedogenloze terroristen - noem maar op. In dit boek geeft Gerald Butt van dit fascinerende volk een fris en accuraat beeld. Hij bevindt zich daarvoor in een ideale positie. In de jaren vijftig opgegroeid in Jordanië en de Golfstaten, deed hij uit de eerste hand zijn ervaringen op in de Arabische wereld van vóór de Suezcrisis, toen de westerse mogendheden die nog als 'satellietregio' beschouwden. Later, als journalist en buitenlands correspondent van de BBC, zag hij de ene staat na de andere het koloniale juk afwerpen en daarna het toneel worden van politieke conflicten, religieuze spanningen en binnenlandse onrust. In dit boek leidt zijn reportersinstinct voor de sfeer waarin dingen gebeuren, samen met zijn uit de eerste hand verkregen grondige kennis van dit gebied - van Marokko tot Syrië, van Egypte tot Irak en van Libië tot Saoedi-Arabië - tot een gedetailleerd en boeiend beeld van de moderne Arabische natie.

## Hoofdstukken
1. De Arabieren: Een gemeenschappelijke taal, deelachtig aan dezelfde cultuur. p.8
2. De islam: Eenheid en verdeeldheid. p.25
3. Egypte: De hartslag van de Arabische wereld. p.37
4. Libanon: Het verwoeste land. p.50
5. De Palestijnen: Een volk op zoek naar een land. p.73
6. Jordanië en Syrië: Een koninkrijk gericht op het Westen; een republiek kijkend naar het Oosten p.88
7. De Golfstaten: Oude tradities, moderne rijkdom. p.105
8. De Golfoorlog: Een vergeten conflict. p.125
9. De Maghreb: De landen in het westen. p.135
10. Soedan en de beide Jemens: Aan de grenzen van de Arabische wereld. p.157